# Elecciones provinciales del Chubut de 2007
El 16 de septiembre de 2007, se realizaron elecciones  para designar  Gobernador, vicegobernador y 27 diputados provinciales de la Provincia del Chubut.
El peronista Mario Das Neves  fue reelegido gobernador de la provincia con un 76% de los votos, sumando las listas del PJ y del ProVeCh que lo llevaban como candidato.

## Resultados

### Gobernador y vicegobernador
| Fórmula               | Fórmula               | Partido                  | Partido                                         | Partido                                         | Votos   | %     |
| Gobernador            | Vicegobernador        | Partido                  | Partido                                         | Partido                                         | Votos   | %     |
| --------------------- | --------------------- | ------------------------ | ----------------------------------------------- | ----------------------------------------------- | ------- | ----- |
| Mario Das Neves       | Mario Vargas          |                          |                                                 | Partido Justicialista (PJ)                      | 127.818 | 58,07 |
| Mario Das Neves       | Mario Vargas          |                          | Proyección Vecinal del Chubut (ProVeCh)         | 41.061                                          | 18,65   |       |
| Mario Das Neves       | Mario Vargas          | Total Das Neves - Vargas | Total Das Neves - Vargas                        | Total Das Neves - Vargas                        | 168.879 | 76,72 |
| Raúl Barneche         | Pablo del Giúdice     |                          | Unión Cívica Radical (UCR)                      | Unión Cívica Radical (UCR)                      | 29.601  | 13,45 |
| Roque González (h)    | Ricardo Irianni       |                          | Partido Acción Chubutense (PACh)                | Partido Acción Chubutense (PACh)                | 11.372  | 5,17  |
| Guillermo Bonaparte   | Silvia Serre          |                          | Afirmación para una República Igualitaria (ARI) | Afirmación para una República Igualitaria (ARI) | 10.272  | 4,67  |
| Votos positivos       | Votos positivos       | Votos positivos          | Votos positivos                                 | Votos positivos                                 | 220.124 | 91,27 |
| Votos en blanco       | Votos en blanco       | Votos en blanco          | Votos en blanco                                 | Votos en blanco                                 | 16.126  | 6,69  |
| Votos nulos           | Votos nulos           | Votos nulos              | Votos nulos                                     | Votos nulos                                     | 4.916   | 2,04  |
| Participación         | Participación         | Participación            | Participación                                   | Participación                                   | 241.166 | 75,78 |
| Electores registrados | Electores registrados | Electores registrados    | Electores registrados                           | Electores registrados                           | 318.252 | 100   |
| Fuente:               |                       |                          |                                                 |                                                 |         |       |

### Legislatura
| Partido               | Partido                                   | Votos   | %     | Bancas | Electos |
| --------------------- | ----------------------------------------- | ------- | ----- | ------ | --- |
|                       | Partido Justicialista                     | 118.776 | 54,72 | 16/27  | Ver electos: - Javier Hugo Alberto Touriñan - Rubén Alberto Fernández - Rosa Rosario Muñoz - Miguel Ángel González - José Antonio Karamarko - Mariana Gabriela Ripa - Nélida Beatriz Burgueño - Carlos Gómez - Héctor O. García - Miguel Ángel Montoya - Stella Maris Vargas - Alberto Ricardo Gaitán - Jorge Valentín Pitiot - Sebastián Ángel Balochi - Doralisa Mercedes Aravena - Pierina Bissi |
|                       | Proyección Vecinal de Chubut              | 38.696  | 17,83 | 5/27   | Ver electos: - Ricardo Sastre - Ricardo Enrique Astete - Raquel Marisol Codina - Néstor Raúl García - Santiago Altidoro Cárdenas |
|                       | Unión Cívica Radical                      | 30.046  | 13,84 | 4/27   | Ver electos: - Carlos Alberto Lorenzo - Roberto Carlos Aquilino Risso - Marta Ethel Raso - Carlos Gabriel Díaz |
|                       | Partido Acción Chubutense                 | 11.542  | 5,32  | 1/27   | - Roque González (h) |
|                       | Afirmación para una República Igualitaria | 11.236  | 5,18  | 1/27   | - Fernando Francisco Urbano |
|                       | Partido Independiente del Chubut          | 2.354   | 1,08  |        | |
|                       | Frente Popular                            | 4.402   | 2,03  |        | |
| Votos positivos       | Votos positivos                           | 217.052 | 90,00 |        | |
| Votos en blanco       | Votos en blanco                           | 20.394  | 8,46  |        | |
| Votos nulos           | Votos nulos                               | 3.720   | 1,54  |        | |
| Participación         | Participación                             | 241.166 | 75,78 |        | |
| Electores registrados | Electores registrados                     | 318.252 | 100   |        | |
| Fuente:               |                                           |         |       |        | |